# Kalinyingrád hídjai
A Szambiai-félszigeten, a Prégel folyó (németül Pregel, oroszul Прего́ля – Prególja; litvánul Prieglius) két partján fekvő Kalinyingrád, az egykori poroszországi Königsberg városrészeit számos egykori és mai híd köti össze egymással. A II. világháború előtti Königsberg a középkorból származó 7 egykori hídja az 1736-ban Leonhard Euler által megoldott königsbergi hidak problémájának révén kultúrtörténeti jelentőségűnek számított.

## A város fekvése

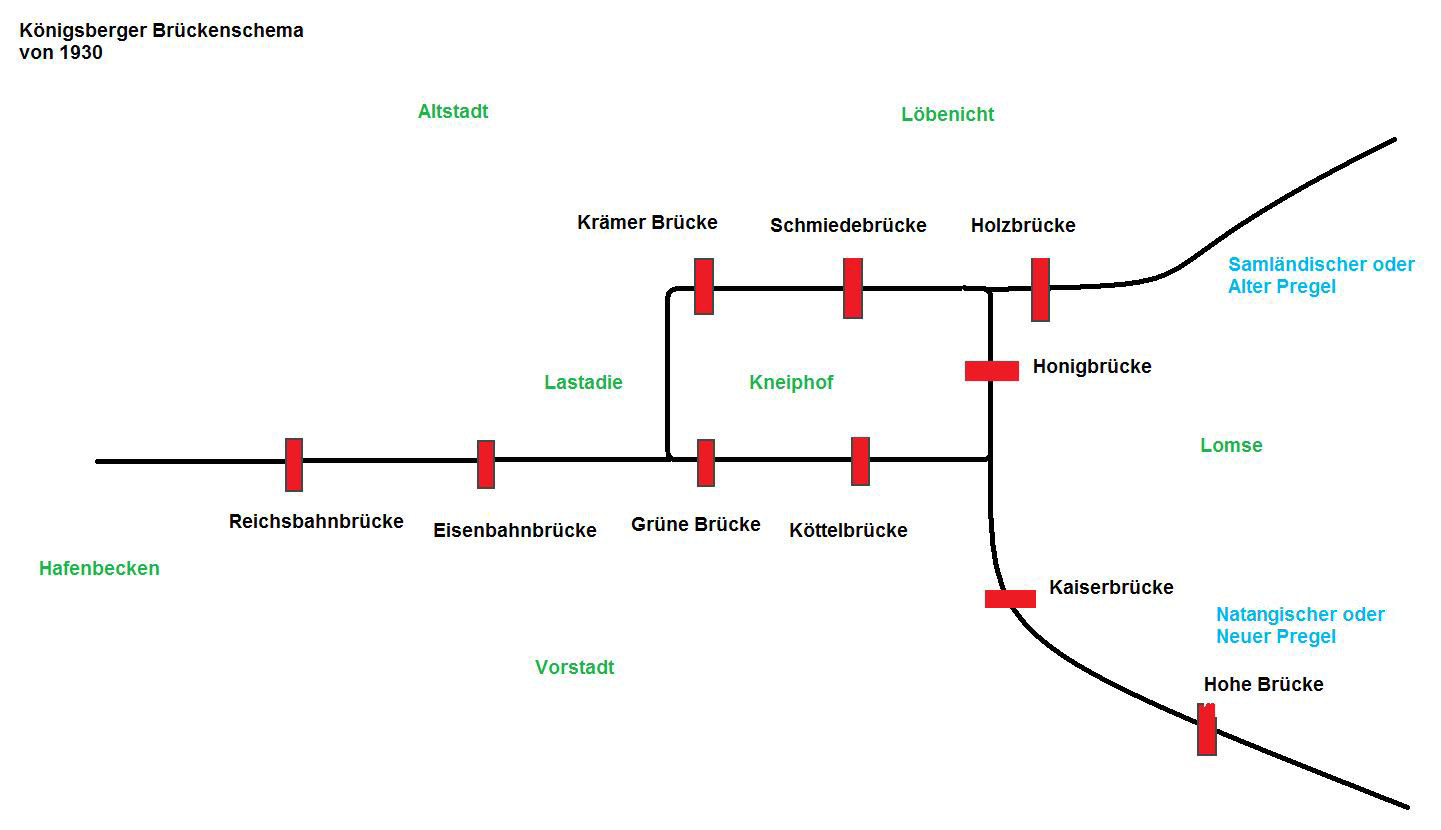
A königsbergi hidak sémája (1930)

Königsberg (és a mai Kalinyingrád) az édesvizű Friss-haffba (németül Frisches Haff; oroszul Калининградский залив – Kalinyingradskíj zaliv; lengyelül Zalew Wiślany) és azon keresztül a Balti-tengerbe torkoló Prégel (németül Pregel, oroszul Прего́ля – Prególja; litvánul Prieglius) folyó mindkét partján fekszik. A Szambia (vagy Számföld, németül Samland vagy Preußisches Paradies, oroszul Земланд – Zjemland) és Natangia (németül Natangen, oroszul Натангия – Natangija) történelmi vidékek határán fekvő város eredetileg hét halomra és a Prégel folyó két ága által közrefogott Kneiphof (németül Kneiphof, oroszul Кнайпхоф – Knajphof vagy újonnan остров Канта – osztrov Kanta, „Kant sziget") és Lomse szigetekre épült.
A város meghatározó eleme a Prégel folyó, melynek két ága, az északi Új Prégel (németül Neuer Pregel vagy samländischer Pregel, oroszul Новая Преголя – Novaja Pregolja) és a déli Öreg Prégel (németül Alter Pregel vagy natangischer Pregel, oroszul Старая Преголя – Sztaraja Pregolja), melyek a Kneiphof sziget után egyesülnek egy ággá és érik el a várostól pár kilométerre nyugatra a tengert. A II. világháború előtt az Öreg Prégel utolsó, a Kneiphof nyugati felét határoló rövid szakaszát Hundegatt néven ismerték.

## Történelmi háttér

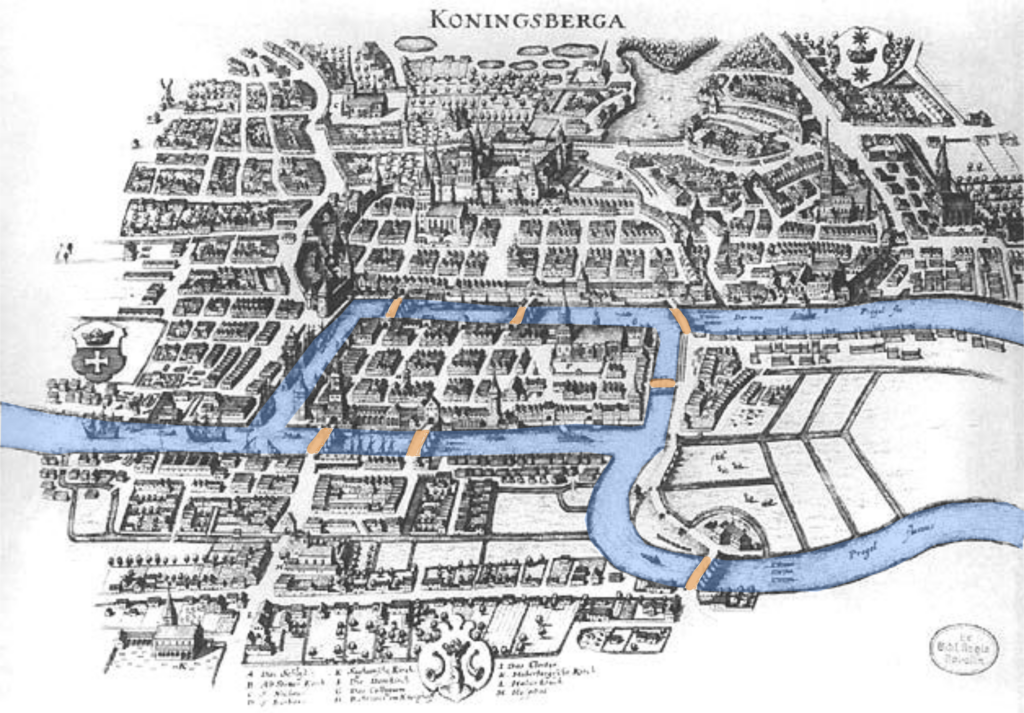
Königsberg 7 történelmi hídja

Az 1255-ben a Német Lovagrend által a balti népek ellen folytatott keresztes hadjárat folyamán épített Königsberg vára körül három önálló település fejlődött ki: Altstadt, Löbenicht és Kneiphof városai, melyek 1724-es egyesítésük után alkották meg hivatalosan Königsberg városát. A Königsberget alkotó három kereskedő- és Hanzaváros között a gyakori rivalizálások ellenére a középkor folyamán 7 híd épült fel, sokszor kezdetben fából. A kereskedelmet bonyolító folyóparti kikötők élénk forgalma miatt ezen hidak forgó- vagy felnyitható hidak voltak. A hét eredeti híd mindegyikét az ipari forradalom kelet-poroszországi elterjedésével illetve a königsbergi lóvasút-, majd villamosközlekedés 19. század végi beindulásával cserélték vasszerkezetűre.
A 19. század és a II. világháború között még 4 további híddal kiegészült königsbergi hidak nagyrésze a II. világháborúban elpusztult. Az 1946 után a Szovjetunióhoz került és Kalinyingrádra átnevezett város hídjai közül csak néhány épült újjá.

## A eredeti hét königsbergi híd
| nevek                                                    | fennállás          | leírás | kép |
| -------------------------------------------------------- | ------------------ | --- | --- |
| Krämerbrücke „Szatócs-híd"                               | 1285-1945          | Königsberg első, a Kneiphof sziget főutcáját, a Kneiphöfische Langgassét a sziget északi felén az Altstadt egyik fő útvonalával, a kastély lábánál fekvő Kaiser-Wilhelm-Platzba torkolló Kantstraßéval összekötő, az Öreg Prégel felett átívelő hídja. Az eredetileg fából készült forgóhidat 1900-ben építették újjá fémszerkezetessé, felnyitható középső résszel. A hídon haladt át a königsbergi villamoshálózat főütőerének számító szakasza. A háborúban elpusztult híd helyén 1972 óta a Kneiphof szigetet átszelő Lenin sugárút 546 méter hosszú, 27 méter széles beton felüljárója áll. |     |
| Grüne Brücke „Zöld-híd"                                  | 1322-1945          | A Kneiphof sziget főutcáját, a Kneiphöfische Langgassét a déli Vorstadt városrésszel összekötő, az Új Prégel felett átívelő híd. Az eredetileg felvonható fahidat 1907-ben építették újjá fémszerkezetessé, felnyitható középső résszel. A híd a königsbergi villamoshálózat főütőerének számító szakaszát képezte. A híd északi, kneiphofi hídfőjén állt 1864-ig a városrész városkapuja, a reneszánsz Zöld-kapu (Grünes Tor), illetve 1885-ig a Regi Tőzsde (Alte Börse am Grünen Tor). A híd délí hídfőjénél a mai napig megmaradt az Új Tőzsde egykori épülete, mely ma a kalinyingrádi Szépművészeti Múzeum otthona. A háborúban elpusztult híd helyén 1972 óta a Kneiphof szigetet átszelő Lenin-sugárút 546 méter hosszú, 27 méter széles beton felüljárója áll. |     |
| Köttelbrücke „Segéd-híd"                                 | 1377-1945          | Északon a Kneiphof Köttelstraßéjét délen a Vorstadttal összekötő, 1377-ben épült híd. A híd délí hídfőjénél a mai napig megmaradt az Új Tőzsde egykori épülete, mely ma a kalinyingrádi Szépművészeti Múzeum otthona. A háborúban elpusztult híd nem került újjáépítésre. |     |
| Schmiedebrücke „Kovács-híd"                              | 1397-1945          | A Kneiphof sziget északi felén a Schönberger Straße és Alstadt Schmiedestraßéja közötti egykori fahíd. Az 1397-ben épült és 1896-ban vasszerkezetűvé alakított felnyitható hidat 1945-ös pusztulása után nem állították helyre, ma csak a hídfők alapzatai láthatóak. A középkorban az altstadi hídfő körül számos kovács telepedett meg, innen a hídhoz vezető utca és a híd neve. |     |
| Holzbrücke Деревянный мост – Gyerjevjannij moszt „Fahíd" | 1404-              | Altstadt városa és az 1808-ig az Altstadthoz tartozó Lomse városrész között egykori fahíd. Az 1404-ben épült, majd a 19. századtól felnyitható vasszerkezetes híd átvészelte a II. világháborút, ma Fa-híd néven (oroszul Деревянный мост – Djerjevjannyij moszt) közúti, villamos- és gyalogosforgalmat kiszolgáló híd. |     |
| Hohe Brücke Высокий мост – Viszokij moszt "Magas híd"    | 1520-1938, 1938-ma | Az Altstadthoz tartozó Lomse városrészt a Kneiphofhoz tartozó Haberberg városrésszel összekötő híd. Az 1882-ben vasszerkezetessé átalakított és neogótikus hídmesteri házzal kiegészített hidat 1938-ban lebontották, hogy a meghagyott középkori alapoktól pár méterre egy nagyobb áteresztőképességű, a villamosforgalmat is kiszolgáló hídként építsék újjá. A híd átvészelte a II. világháború pusztításait és ma is közúti és gyalogos hídként üzemel. |     |
| Honigbrücke Медовый мост – Medovij moszt „Méz-híd"       | 1542-              | A Dombrücke („Dóm-híd") néven is ismert híd a Kneiphof sziget keleti felét köti össze a Lomse városrésszel. Az 1542-ben, eredetileg fából épült, majd a 19. sz. végén kőből újjáépített híd átvészelte a II. világháborút. Kneiphofi hídfőjénél áll a königsbergi dóm, lomse-i hídfőjénél pedig a nemrég újjáépített Új Zsinagóga. Ma Méz-híd néven (oroszul Медовый мост – Mjedovij moszt) gyalogos híd. |     |

## Königsberg később épült hídjai
| név | fennállás          | leírás | kép |
| --- | ------------------ | --- | --- |
| Kaiserbrücke „Császár-híd” Юбилейный мост – Jubilejnyij moszt „Jubileumi híd” | 1904-1945 2005 óta | Az 1904-ben épült fémszerkezetes híd a Lomse-(ma Október-) szigetet kötötte össze a Vorstadt városrésszel. A híd a II. világháborúban súlyosan megrongálódott, majd a háború után összeomlott. A Königsberg/Kalinyingrád 750 éves évfordulójának részeként 2005-ben nagyrészt Iaz eredetihez híven rekonstruálták. Ma Jubileumi híd néven az ún. "Halászfalu" (oroszul Рыбная деревня – Ribnaja gyerevnya), Kalinyingrád egy németes stílusban fogant üzletközpontnak és turisztikai látványosságnak szánt negyedének részeként gyalogos hídként szolgál. A nyugati hídfőnél még áll az egykori hídmesteri ház téglagótikus épülete. |     |
| Eisenbahnbrücke am Holländerbaum „Holländerbaumi vasúti híd” Старый раздвижной железнодорожный мост – Sztarij razdvizsnoj zseleznodorozsnyij moszt „Régi felnyitható vasúti híd” | 1864 óta           | Königsberg első acélhídja, mely a Prégel két partján a 19. századra felépült indóházakat kötötte össze. A porosz kormány által finanszírozott építkezés előkészületei már 1864-ben megkezdődtek, a hídon azonban csak 1889-ben indult meg a vasúti forgalom. A folyó ezen szakaszán állt a középkortól kezdve a hanzaváros azon vámszedőhelye, mely a Hollandia felől érkező kereskedőhajókat adóztatta, innen a későbbi híd neve is (Holländerbaum, magyarul „hollandi sorompó”). Mivel egészen a 20. századig Königsberg kikötője a folyón feljebb, a Hundegatt és a Kneiphof-sziget rakpartjai mentén üzemelt, a vasúti hidat, jelentős újításként egy billenő mechanizmus segítségével tervezték felnyithatóvá. A hidat 1929-ben az új Reichsbahnbrücke építésével üzemen kívűl helyezték, de katasztrófavédelmi okokból nem bontották el. A hidat a II. világháború után emelőhídként újjáépítették újjá, ma használaton kívűl áll és a kalinyingrádi Óceanográfiai Múzeum részeként ipari műemlék. |     |
| Reichsbahnbrücke „Reichsbahn vasúti híd” Двухъярусный мост – Dvuhjarusznij moszt „Kétszintes híd”                                                                                | 1913 óta           | A Deutsche Reichsbahn kelet-poroszországi szakaszainak modernizálásának keretében 1913-ban kezdődött meg. A 13 éves építkezés után 1926-ban a vasúti, közúti és gyalogosforgamlom igényeit kiszolgáló kétszintes lengőhídként átadott építmény kiváltotta a holländerbaumi vasúti hidat és megteremtette az összeköttetést az új főpályaudvar felé. A majdnem 200 méter hosszú, puha acélból épült híd a korszak műszaki csodájának számított. A híd a II. világháborúban súlyosan megrongálódott, később emelőhídként épült újjá. |     |
| Palmburger Autobahnbrücke Palmburgi autópályahíd | 1938-1945          | 1938-ban a Berlint Königsberggel összekötő biroldami autópálya részeként megépült híd az akkori Németország legnagyobb vasbeton hídjának számított. A Wehrmacht által 1945-ben a Königsbergért folyó harcok folyamán felrobbantott híd egyik oldalán, egy sávval az 1970-es években állították helyre. A romokban maradt másik sávot tartó ívet csak 2014-ben távolították el. A ma egysávos híd a Kalinyingrádtól keletre fekvő Pribrezsnoje – Прибрежное (régi német nevén Palmburg) és Rzsevszkoje – Ржевское (Adlig Neuendorf) településeket köti össze. |     |

## Kalinyingrád a II. világháború után épült hídjai
| név                                                                     | építés ideje | leírás | kép |
| ----------------------------------------------------------------------- | ------------ | --- | --- |
| Felüljáró Эстакада – Esztakada vagy Эстакадный мост – Esztakadnij moszt | 1972         | A Lenin sugárút a két Prégel-ág, a Kneiphof (ma Kant) sziget és a Moszkvai sugárút felett átívelő szakasza. Az 546 méter hosszú és 28 méter széles, négy sávos, két villamosvágánnyal és mindkét oldalon gyalogúttal ellátott merevített beton felüljáróról gyalogos lépcsők vezetnek le a szigetre illetve a sugárútra. A felüljáró déli végén található az egykori Új Tőzsde, északi végén pedig a Hotel Kalinyingrád. Az 1972-ben épült felüljáró a II. világháború után kialakított nagyszabású, a teljes várost átszelő sugárút (oroszul proszpekt) hálózat része. Az építmény a háborúban elpusztult, a königsbergi hidak problémájának részét képező Grüne Brücke (Zöld-híd) és Krämerbrücke (Szatócs-híd) helyén, az egykori Kneiphöfische Langgasse nyumvonalán áll. |     |
| Második felüljáró Вторая эстакада – Vtoraja esztakada                   | 2011         | Kalinyingrád második, a délen a Friedlandi kaputól az Öreg- és az Új-Prégel, illetve a Lomse (ma Október-) sziget felett átvezető felüljáróját 2011-ben adtak át az autóforgalomnak. Az északon a a Moszkvai sugárútba, illetve a Frunze utcába (egykori Königsstraße) torkolló építmény 1883 méter hosszú, 32 méter széles és hat sávos. |     |

## Lásd még
- Königsberg  – az 1946 előtti porosz, majd német város
- Kalinyingrád – az 1946 utáni szovjet, majd orosz város
- Kneiphof – a Prégel königsbergi szigete